# Hoàng đế quân nhân
Hoàng đế quân nhân (còn gọi là "Hoàng đế chiến binh") là một Hoàng đế La Mã chiếm được quyền lực nhờ vào việc chỉ huy quân đội. Những hoàng đế quân nhân đặc biệt phổ biến trong khoảng thời kỳ từ năm 235-284, trong cuộc khủng hoảng của thế kỷ thứ ba. Có khoảng mười bốn hoàng đế quân nhân cầm quyền trong 33 năm, tạo ra một triều đại trung bình mỗi người khoảng từ một đến gần hai năm. Kết quả là tạo nên sự bất ổn trong bộ máy chính quyền và các cuộc nội chiến đẫm máu và bạo loạn liên miên đã gần như đe dọa hủy hoại Đế quốc La Mã từ bên trong và dễ bị tấn công từ bên ngoài.

## Tổng quan
Không giống như các hoàng đế trước đây lên nắm quyền trong các cuộc đảo chính quân sự (như Vespasianus và Septimius Severus, cả hai đều xuất thân từ tầng lớp hiệp sĩ trung lưu truyền thống), những hoàng đế quân nhân đều xuất thân từ tầng lớp bình dân cấp thấp (thường đến từ các vùng đất xa xôi của đế chế); vị hoàng đế quân nhân đầu tiên là Maximinus Thrax đã bắt đầu theo đường binh nghiệp của mình từ khi còn là một người lính nhập ngũ. Một hoàng đế quân nhân không thể tự hào về cái tên gia đình nổi bật hoặc một sự nghiệp thành công như một quý tộc hay công chức; đúng hơn là ông chỉ có lấy binh nghiệp ra để tự tiến cử. và ảnh hưởng duy nhất của ông chính là những hàng gươm giáo của binh sĩ dưới trướng. Một số các vị hoàng đế sĩ tốt là thành viên của tầng lớp hiệp sĩ đã tìm cách leo lên đến một vị trí đủ ảnh hưởng trong binh đoàn của họ rằng các binh sĩ sẽ ủng hộ cái giá của một chiếc hoàng bào, dù cho đây là một công việc nguy hiểm bởi vì những người lính có thể rút sự ủng hộ của họ bất cứ lúc nào và có thể chuyển nó đến một nhà lãnh đạo quân sự trông có vẻ hứa hẹn hơn vào thời điểm đó.
Bởi vì các hoàng đế quân nhân thường là những viên chỉ huy đóng quân ở biên giới, hành động lật đổ hoàng đế trị vì và tự mình thâu tóm quyền hành để lại những khoảng trống lớn trong việc phòng thủ biên giới của đế chế, khoảng trống này rất dễ bị kẻ thù của La Mã khai thác, dẫn đến sự xâm nhập của các bộ tộc German vào lãnh thổ của đế chế trong thập niên 260, vì thế chính quyền đã cho xây dựng dãy tường thành Aurelianus xung quanh Roma nhằm ngăn ngừa hiểm họa ngoại xâm. Các hoàng đế quân nhân còn sử dụng tiền nhà nước để chi trả lương cho quân đội của mình, không hoàng đế nào nắm quyền bằng sức mạnh của binh sĩ đủ sức cho phép binh sĩ của mình trở nên bất mãn, như những chiến binh sống chết là nhờ thanh kiếm và hậu quả là những công trình công cộng và cơ sở hạ tầng rơi vào đống đổ nát. Để đáp ứng nhu cầu mua chuộc binh sĩ của họ ngày càng lớn, nhà nước thường chỉ đơn giản là tịch thu tài sản riêng, gây tổn hại nền kinh tế và đẩy lạm phát lên cao.
Hệ thống của đế chế sắp sửa trên bờ vực sụp đổ hoàn toàn vào năm 284 khi xuất hiện một hoàng đế quân nhân khác, một viên chỉ huy kỵ binh có tên Diocletianus lên nắm quyền và khoác hoàng bào. Diocletianus đã cho tiến hành một số cải cách nhằm ổn định đế quốc và bộ máy chính quyền, bao gồm cả một hệ thống bộ tứ các hoàng đế gọi là Tứ đầu chế, dẫn đến chấm dứt cuộc khủng hoảng thế kỷ thứ ba và mở ra kỷ nguyên độc tôn hoàng đế trong lịch sử La Mã. Mặc dù các hoàng đế vẫn mặc hoàng bào dựa trên cơ sở sức mạnh quân sự (ví dụ như Constantinus I, Valentinianus I và Theodosius I), hiện tượng các hoàng đế quân nhân lần lượt nối nhau qua đời dần được các quyền thần và tướng lĩnh thay thế vào cuối thời đế quốc như StIlyicho, Constantius III, Flavius Aëtius, Avitus, Ricimer, Gundobad, Flavius Orestes và cuối cùng là Odoacer, mới thực sự là những người nắm đại quyền quân sự trong tay và trị vì đế chế như một vị tướng quân trong triều khống chế vị vua bù nhìn yếu kém thay vì tự mình lên ngôi hoàng đế.

## Danh sách
| Triều đại                                | Trị vì                  | Chú thích |
| ---------------------------------------- | ----------------------- | --- |
| Tháng 2/3, 235 đến tháng 3/4, 238        | Maximinus Thrax         | Bị quân đội giết chết |
| đầu năm 238                              | Gordianus I             | Thống đốc tỉnh Africa, tuyên bố đồng hoàng đế với con trai mình Gordianus II theo yêu cầu của dân chúng. Tự tử sau khi thất bại trong cuộc chiến chống lại thống đốc Numidia |
| đầu tháng1/3, 238 đến cuối tháng1/4, 238 | Gordianus II            | Con và là đồng hoàng đế với Gordianus I. Tử trận trong cuộc chiến chống lại thống đốc Numidia |
| Tháng 4 đến tháng 7, 238                 | Pupienus và Balbinus    | Những nghị viên già yếu được Viện Nguyên lão bầu chọn làm đồng hoàng đế từ sau thất bại của cuộc nổi loạn châu Phi. Chẳng bao lâu thì bị Cấm vệ quân Praetorians Guard sát hại. |
| Tháng 5, 238 đến tháng 2, 244            | Gordianus III           | Cháu ngoại của Gordianus I được Viện Nguyên lão bầu chọn làm đồng hoàng đế khi mới 13 tuổi. Sau này tử trận trong cuộc chiến chống lại người Ba Tư dưới thời Shapur I ở khu vực nay là Iraq (Lịch sử La Mã không đề cập đến cuộc chiến) hoặc bị sát hại bởi Trưởng quan cấm quân Praetorian Prefect Philipus, rồi kế thừa ngôi vị với cái tên Marcus Julius Philippus |
| 240 đến 240                              | Sabinianus              | Tự xưng đế; về sau tử trận |
| Tháng 2, 244 đến tháng 9/10, 249         | Marcus Julius Philippus | Bị Decius giết trong trận chiến gần khu vực nay là Verona |
| 248 đến 248                              | Pacantius               | Tự xưng đế; sau bị chính binh lính dưới quyền giết chết |
| 248 đến 248                              | Jotapianus              | Yêu sách |
| 248 đến 248                              | Silbannacus             | Nổi loạn tiếm vị |
| 249 đến tháng 6, 251                     | Decius                  | Được Marcus Julius Philippus bổ nhiệm để dẹp trừ Pacantius. Sau được các binh đoàn xứ Danubia ủng hộ xưng đế. Tử trận trong trận đánh chống lại người Goth |
| 249 đến 252                              | Priscus                 | Tự xưng đế ở các tỉnh phía Đông với sự ủng hộ của người Goth |
| 250 đến 250                              | Licinianus              | Yêu sách |
| đầu năm 251 đến 1 tháng 7, 251           | Herennius Etruscus      | Đồng hoàng đế với cha mình Decius. Tử trận trong trận đánh chống lại người Goth |
| 251 đến 251                              | Hostilianus             | Em của Herennius Etruscus, đã thay anh trai lên ngôi hoàng đế. Quyền lực của ông cũng không vượt qua ngoài Roma, nơi ông đã chết trong một đợt bùng phát bệnh dịch hạch |
| Tháng 6, 251 đến tháng 8, 253            | Gallus                  | Tự xưng đế nhờ sự ủng hộ của quân đội sau cái chết của Decius và Herennius Etruscus. Đồng trị vì với con mình Volusianus. Sau bị binh lính dưới quyền giết chết. |
| Tháng 7, 251 đến tháng 8, 253            | Volusianus              | Đồng hoàng đế với cha mình Trebonianus Gallus. Sau bị binh lính ám sát |
| Tháng 8, 253 đến tháng 10, 253           | Aemilianus              | Thống đốc vùng Thượng Moesia và Pannonia đã đánh bại quân Goth và được binh sĩ ủng hộ xưng đế. Về sau bị các binh sĩ sát hại khi họ thấy rằng họ không thể đánh bại quân đội của Valerianus, đang trên đường đến đến để trả thù cho Trebonianus Gallus |
| 253 đến tháng 6, 260                     | Valerianus              | Thống đốc các tỉnh vùng sông Rhine. Đồng hoàng đế với Gallienus; bị quân Ba Tư bắt rồi sau chết trong ngục |
| 253 đến tháng 9, 268                     | Gallienus               | Đồng hoàng đế với Valerianus từ năm 253 đến 260, hoàng đế duy nhất từ năm 260 đến 268; sau bị giết |
| 258 hoặc tháng 6, 260                    | Ingenuus                | Tự xưng đế |
| 260                                      | Regalianus              | Tự xưng đế |
| 260 đến 261                              | Macrianus               | Tự xưng đế; bị đánh bại và chết trong trận chiến |
| 260 đến 261                              | Quietus                 | Yêu sách |
| 261 đến 261 hoặc 262                     | Mussius Aemilianus      | Tự xưng đế |
| 268 đến 268                              | Aureolus                | Tự xưng đế; sau đầu hàng Claudius II Gothicus |